# Scum Lake, Ontario
Scum Lake är en sjö i Kanada.   Den ligger i Thunder Bay District och provinsen Ontario, i den sydöstra delen av landet, 1 000 km väster om huvudstaden Ottawa. Scum Lake ligger 245 meter över havet. Den ligger vid sjön Marie Louise Lake.
I omgivningarna runt Scum Lake växer i huvudsak blandskog.